# Clara Arnheim
Clara Arnheim, auch Klara (geboren 24. April 1865 in Berlin; gestorben 28. August 1942 im KZ Theresienstadt), war eine deutsche Malerin und Illustratorin. Sie gehörte zu denjenigen Frauen in der Kunst, die Malerei als Beruf ausübten. In der Zeit des Nationalsozialismus als Jüdin verfolgt, wurde sie 1942 im Holocaust ermordet.

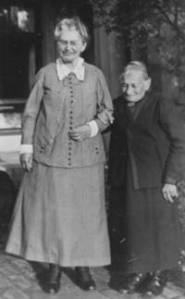
Clara Arnheim (links) mit ihrer Schwester Betty, um 1930

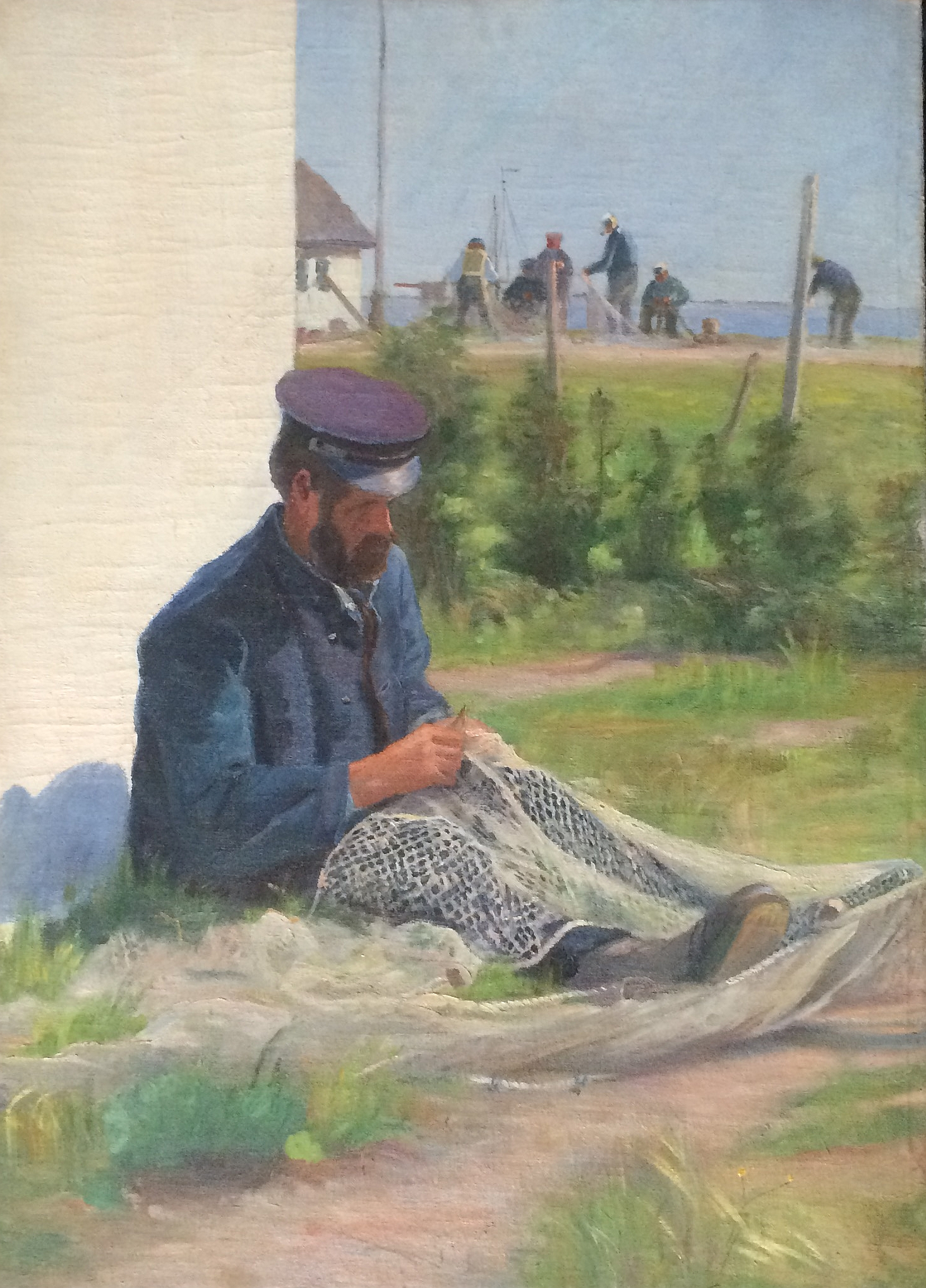
Fischer beim Netzflicken auf Hiddensee

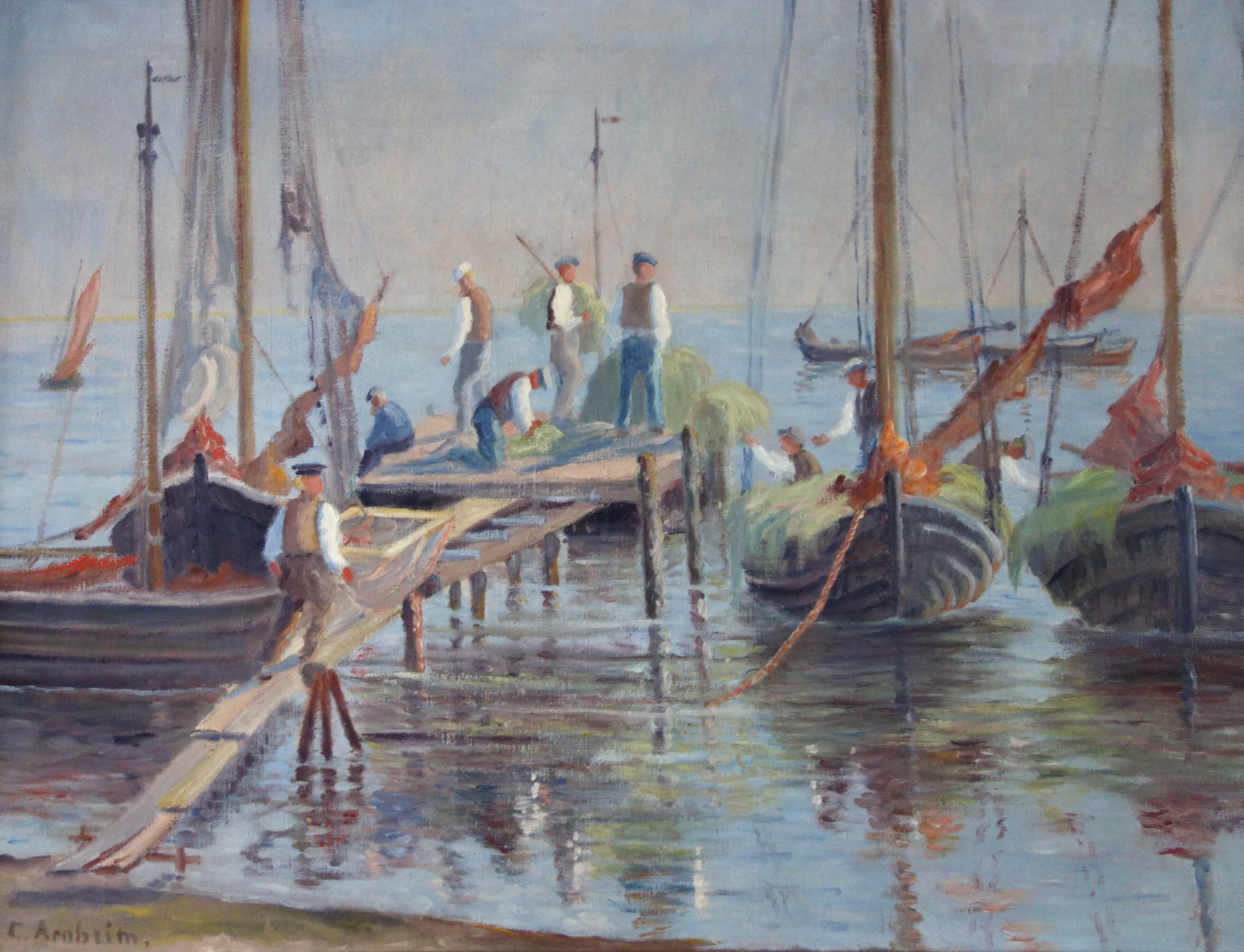
Alter Fischereihafen in Vitte

## Leben
Clara Arnheim war Kunstschülerin u. a. von Franz Skarbina in Berlin und Edmond Aman-Jean in Paris und wurde trotz familiärer und gesellschaftlicher Widerstände gegen die Frauenemanzipation eine Berufskünstlerin. Ihre Eltern waren der jüdische Arzt Adolf Arnheim und seine Frau Friederike.
Sie war Mitglied des Lyceum-Clubs Berlin, Vorstandsmitglied des Frauenkunstverbandes, Mitglied des Vereins der Berliner Künstlerinnen und im Deutschen Künstlerbund.
An der 1914 aus Anlass des 150-jährigen Bestehens der Königlichen Akademie für graphische Künste und Buchgewerbe zu Leipzig durchgeführten Internationalen Ausstellung für Buchgewerbe und Grafik (BUGRA) nahm sie mit zwei Grafiken teil, für die sie mit einer Goldmedaille prämiert wurde.
In der Sommerfrische der Insel Hiddensee tat sie sich Anfang der 1920er Jahre in Henni Lehmanns Blauer Scheune mit Elisabeth Andrae, Käthe Löwenthal, Katharina Bamberg und Elisabeth Büchsel zum „Hiddensoer Künstlerinnenbund“ zusammen und stellte gemeinsam aus. Mit der Machtübergabe an die Nationalsozialisten und der Ächtung der Künstler als entartet und der Juden als rassisch minderwertig war das nach 1933 nicht mehr möglich.
Clara Arnheim, die sich als Erwachsene hatte evangelisch taufen lassen, erhielt wegen ihrer jüdischen Herkunft Berufsverbot und wurde systematisch von den Behörden drangsaliert, etwa indem man ihr Lebensmittelmarken vorenthielt.
Teile der Hiddenseer Nachbarschaft solidarisierten sich jedoch mit ihr und versorgten sie heimlich.
Im Alter von 77 Jahren wurde sie am 9. Juli 1942 von Berlin aus in das von den Nationalsozialisten sogenannte Ghetto Theresienstadt deportiert, wo sie einige Wochen später ermordet wurde.
Ihr jüngerer Bruder Fritz Arnheim war Historiker und Privatgelehrter.

## Werke als Illustratorin (Auswahl)
- Herbert Ludwig: Die Examenskandidaten! Verlag M. Pierson, Dresden 1905.[7]

## Ehrungen
Sowohl in Vitte auf Hiddensee als auch in Berlin-Charlottenburg wurde in Gedenken an Clara Arnheim ein Stolperstein verlegt.